# Diloma bicanaliculatum
Diloma bicanaliculatum es una especie de molusco gasterópodo de la familia Trochidae. 

## Distribución geográfica
Se encuentra en Nueva Zelanda